# Jižní Dakota
Jižní Dakota (anglicky South Dakota  [ˌsaʊθ dəˈkoʊtə]IPA, oficiálně State of South Dakota) je stát nacházející se na severu Spojených států amerických, v oblasti západních severních států ve středozápadním regionu USA. Jižní Dakota hraničí na severu se Severní Dakotou, na východě s Minnesotou, na jihovýchodě s Iowou, na jihu s Nebraskou a na západě s Wyomingem a Montanou.
Se svou rozlohou 199 729 km² je Jižní Dakota sedmnáctým největším státem USA, v počtu obyvatel (900 tisíc) je však pátým nejméně lidnatým státem a s hodnotou hustoty zalidnění 4 obyvatel na km² je rovněž na 46. místě. Hlavním městem je Pierre s 15 tisíci obyvateli. Největšími městy jsou Sioux Falls se 170 tisíci obyvateli, dále Rapid City (70 tisíc obyv.), Aberdeen (30 tisíc obyv.), Brookings (25 tisíc obyv.) a Watertown (20 tisíc obyv.). Nejvyšším bodem státu je vrchol Black Elk Peak s nadmořskou výškou 2208 m v pohoří Black Hills. Největšími toky jsou řeky Missouri, která tvoří část hranice s Nebraskou, a Big Sioux, tvořící hranici s Iowou.
Do oblasti Jižní Dakoty se první evropští průzkumníci dostali roku 1743 a následně si oblast začala nárokovat Nová Francie. Roku 1762 získali region, díky výsledku sedmileté války, Španělé, kteří jej přičlenili do místokrálovství Nové Španělsko. V roce 1800 se území vrátilo do francouzských rukou, ale již v roce 1803 odkoupily celou francouzskou Louisianu Spojené státy. Následně byla velmi sporadicky osídlená Jižní Dakota, která získala jméno ze siouxského slova „dakhóta“ (tj. „spojenci“), součástí teritorií louisianského, missourského, michiganského, wisconsinského, iowského, minnesotského a nebraského. Teprve v polovině 19. století začali Američané oblast zalidňovat a díky tomu bylo v roce 1861 zřízeno vlastní dakotské teritorium, které bylo roku 1889 rozděleno. Jeho jižní část se 2. listopadu 1889 jako Jižní Dakota stala 40. státem USA.

## Historie
Jižní Dakota byla ustanovena a připojena k USA 2. listopadu 1889. Původně to bylo území několika indiánských kmenů, které byly vyhnány do rezervací. Území tohoto státu na západ od řeky Missouri do té doby tvořilo tzv. Velkou siouxskou rezervaci, jejíž značnou část byli Indiáni nucení koncem 80. let 19. století rozprodat. Byla zde objevena malá naleziště zlata a diamantů, což na území Dakoty přilákalo mnoho zločinců a banditů. Po největší vlně přistěhovalců se situace uklidnila a lidé se začali věnovat zemědělství a pastevectví.

## Geografie

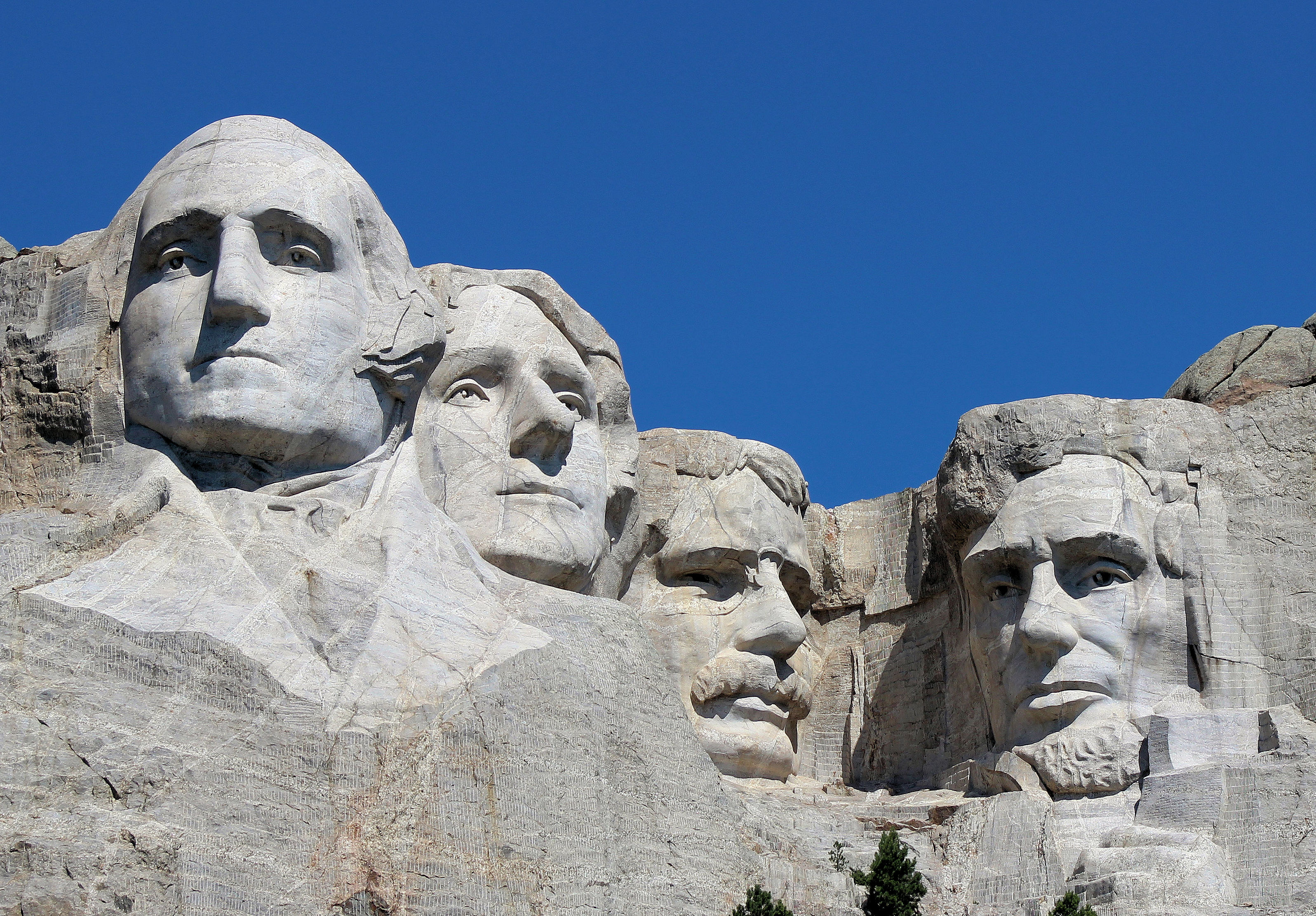
Památník na hoře Rushmore

Jižní Dakota má severní hranici tvořenou státem Severní Dakota, na jihu hraničí s Nebraskou, na východě s Iowou a Minnesotou. Západní hranici tvoří státy Wyoming a Montana.
Většina území Jižní Dakoty je tvořena náhorní plošinou. Jsou zde travnaté stepi, kolem měst většinou přeměněné na úrodná pole. Jižní Dakota je poměrně řídce zalesněna. Je to dáno suchým pevninským podnebím.
- Nejvyšší bod je 2 208 m nad mořem.
- Nejnižší bod je 295 m nad mořem.
- Šířka státu je 340 km.
- Délka státu je 610 km.

## Ekonomika
Ekonomika Jižní Dakoty stojí především na zemědělství a těžbě nerostů.
- Zemědělskými produkty jsou: skot, mléko, prasata.
- Průmysl je zde hlavně zastoupen těžbou a zpracováním nerostných surovin, zejména pak těžbou zlata, diamantů, kamene, bauxitu, mědi a železné rudy. Důležitou roli hraje také zpracování potravin.

## Demografie
Podle sčítání lidu z roku 2010 zde žilo 814 180 obyvatel. Jižní Dakota patří k nejméně zalidněným státům USA. Hustota zalidnění je pouze 4,3 obyvatele na kilometr čtvereční.
- Hlavní město je Pierre (13 876 obyvatel).
- Největší město je Sioux Falls (123 975 obyvatel).

### Rasové složení
- 85,9 % Bílí Američané
- 1,3 % Afroameričané
- 8,8 % Američtí indiáni
- 0,9 % Asijští Američané
- 0,0 % Pacifičtí ostrované
- 0,9 % Jiná rasa
- 2,1 % Dvě nebo více ras

Obyvatelé hispánského nebo latinskoamerického původu, bez ohledu na rasu, tvořili 2,7 % populace.

### Náboženství
- křesťané 91 %
  - protestanti 65 %
    - luteráni 28 %
    - metodisté 13 %
    - presbyteriáni 4 %
    - baptisté 4 %
    - letniční 2 %
    - ostatní protestanti 14 %

  - římští katolíci 25 %
  - ostatní křesťané 1 %
- jiná náboženství 1 %
- bez vyznání 8 %